# Elin Reissmüller
Elin Reissmüller (geborene Liebl, * 5. Juni 1914 in Ingolstadt; † 30. Oktober 2009 ebenda) war eine deutsche Verlegerin. Von 1993 bis zu ihrem Tod war sie Herausgeberin des Donaukuriers.

## Leben
Elin Reissmüller war Tochter des Ingolstädter Arztes und Zeitungsverlegers Ludwig Liebl. Sie studierte nach dem Abitur am Reuchlin-Gymnasium Zeitungswissenschaften und Volkswirtschaftslehre an der Ludwig-Maximilians-Universität in München. In dieser Zeit lernte sie den Corpsstudenten Wilhelm Reissmüller kennen. Dieser leitete 1935 für das ihrem Vater gehörende NSDAP-Kampfblatt Donaubote die Übernahme der konservativ-katholischen Ingolstädter Zeitung im Rahmen der nationalsozialistischen Gleichschaltung der Presselandschaft. 1937 heiratete sie Reissmüller und wurde wie dieser vollberechtigte Gesellschafterin der Verlags- und Buchhandelsgesellschaft ihres Vaters, der Druck und Verlag Donaubote San. Rat Dr. Ludwig Liebl und A. Ganghofer’sche Buchhandlung, offene Handelsgesellschaft. Ihr Mann wurde dort Verlagsleiter und blieb es bis Kriegsende. 
Danach war man aufgrund Entnazifizierung und der von den Alliierten eingeführten Lizenzpflicht für die Wiederaufnahme der Verlagstätigkeit auf den Lizenzinhaber Joseph Lackas angewiesen. 1951 konnten die Reissmüllers das nun Donau Kurier Verlagsgesellschaft, A. Ganghofer'sche Buchhandlung und Courier Druckhaus KG genannte Unternehmen wieder völlig in Eigenregie führen. Reissmüller unterstützte ihren Mann, der das Blatt zu einer der auflagenstärksten bayerischen Tageszeitungen entwickelte. Nach dessen Tod 1993 übernahm sie die alleinige Firmenleitung. 1998 trat ihr Enkel Georg Schäff in das Unternehmen ein und war ab 2004 Mitherausgeber. Wie ihr Mann förderte Reissmüller die Kunst und engagierte sich für behinderte und bedürftige Menschen.

## Auszeichnungen
Reissmüller war Trägerin des Bayerischen Verdienstordens und Komturdame des päpstlichen Silvesterordens.